# Aquilaria parvifolia
Aquilaria parvifolia är en tibastväxtart som först beskrevs av Eduardo Quisumbing y Argüelles, och fick sitt nu gällande namn av Ding Hou. Aquilaria parvifolia ingår i släktet Aquilaria och familjen tibastväxter. Inga underarter finns listade i Catalogue of Life.